# Oscar Begas

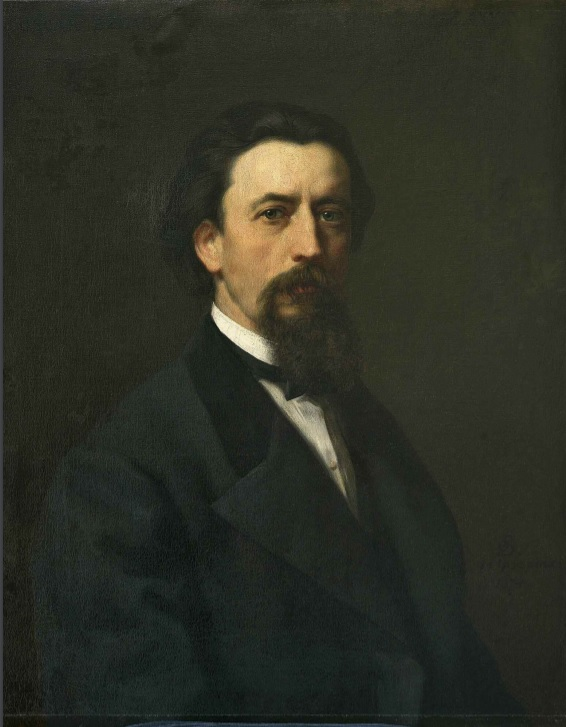
Selbstbildnis (1875)

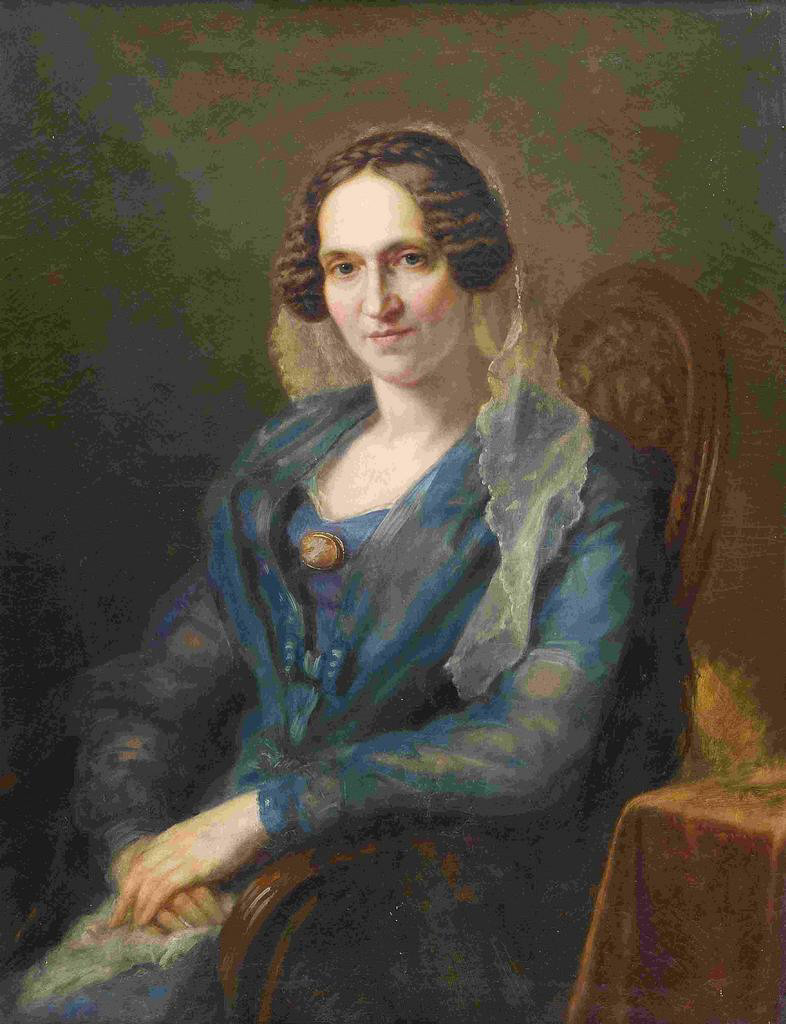
Marie Begas

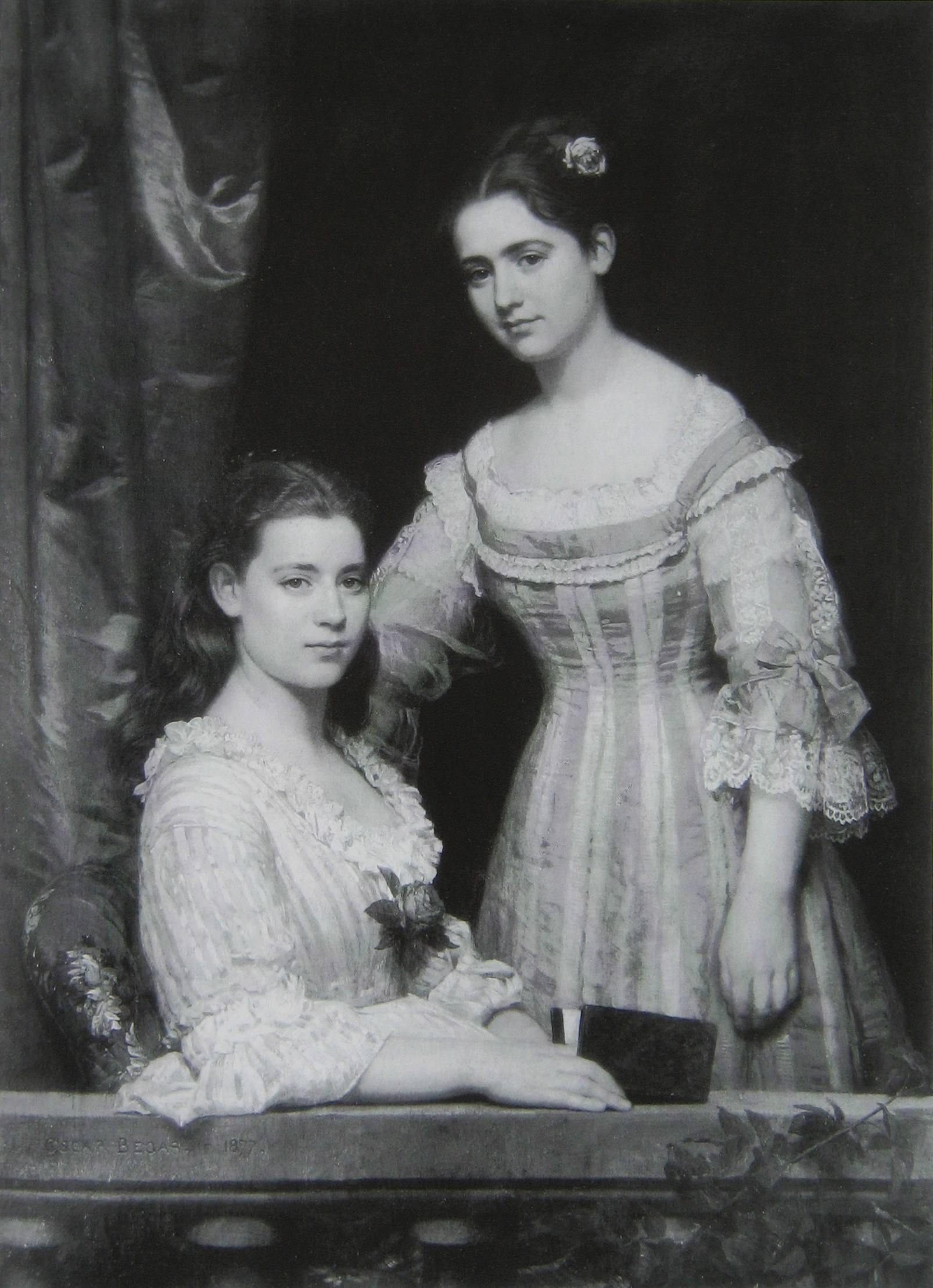
Oscar Begas: Die Töchter des Künstlers, 1877

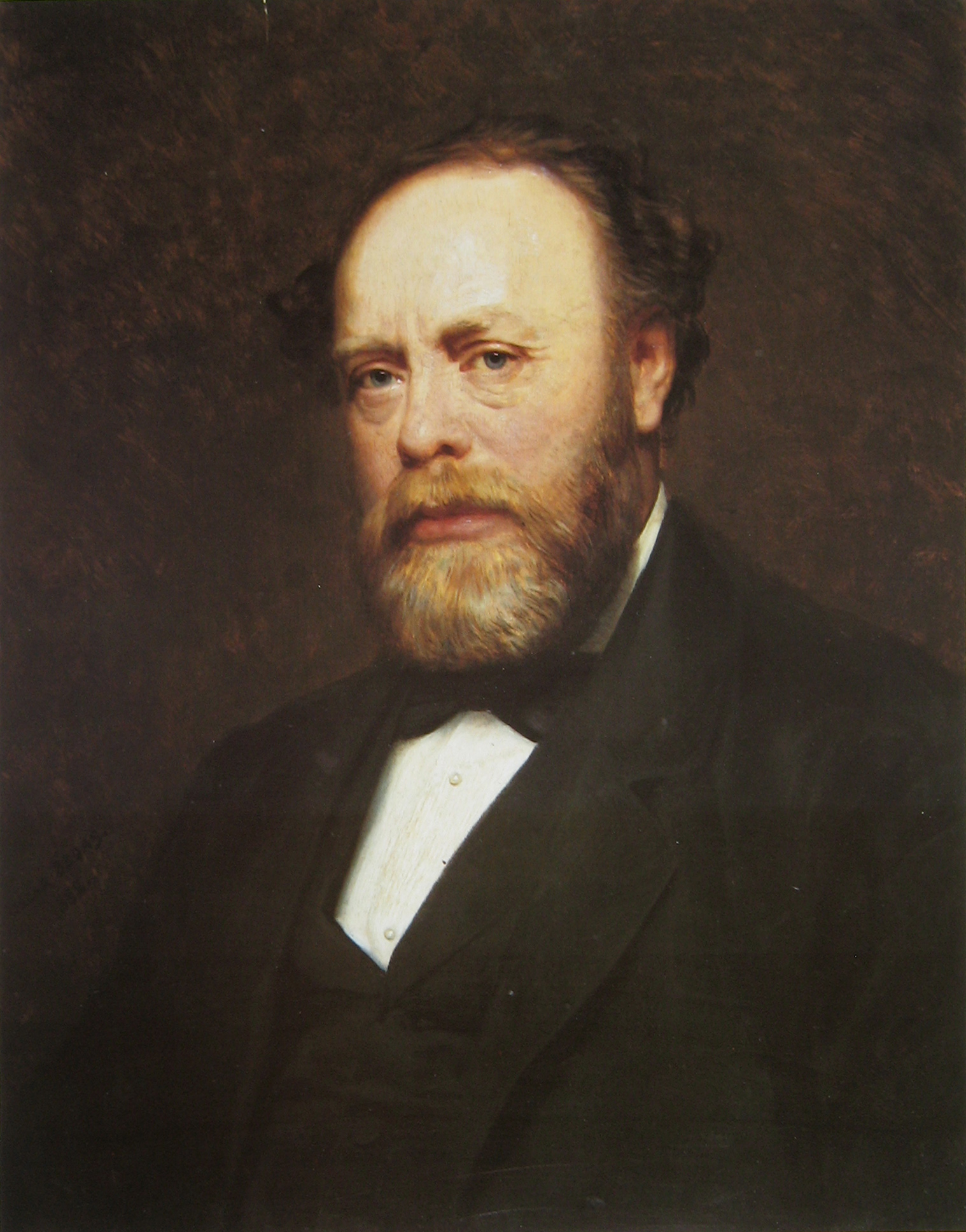
Oscar Begas: Porträt des Verlegers Leopold Ullstein, 1882

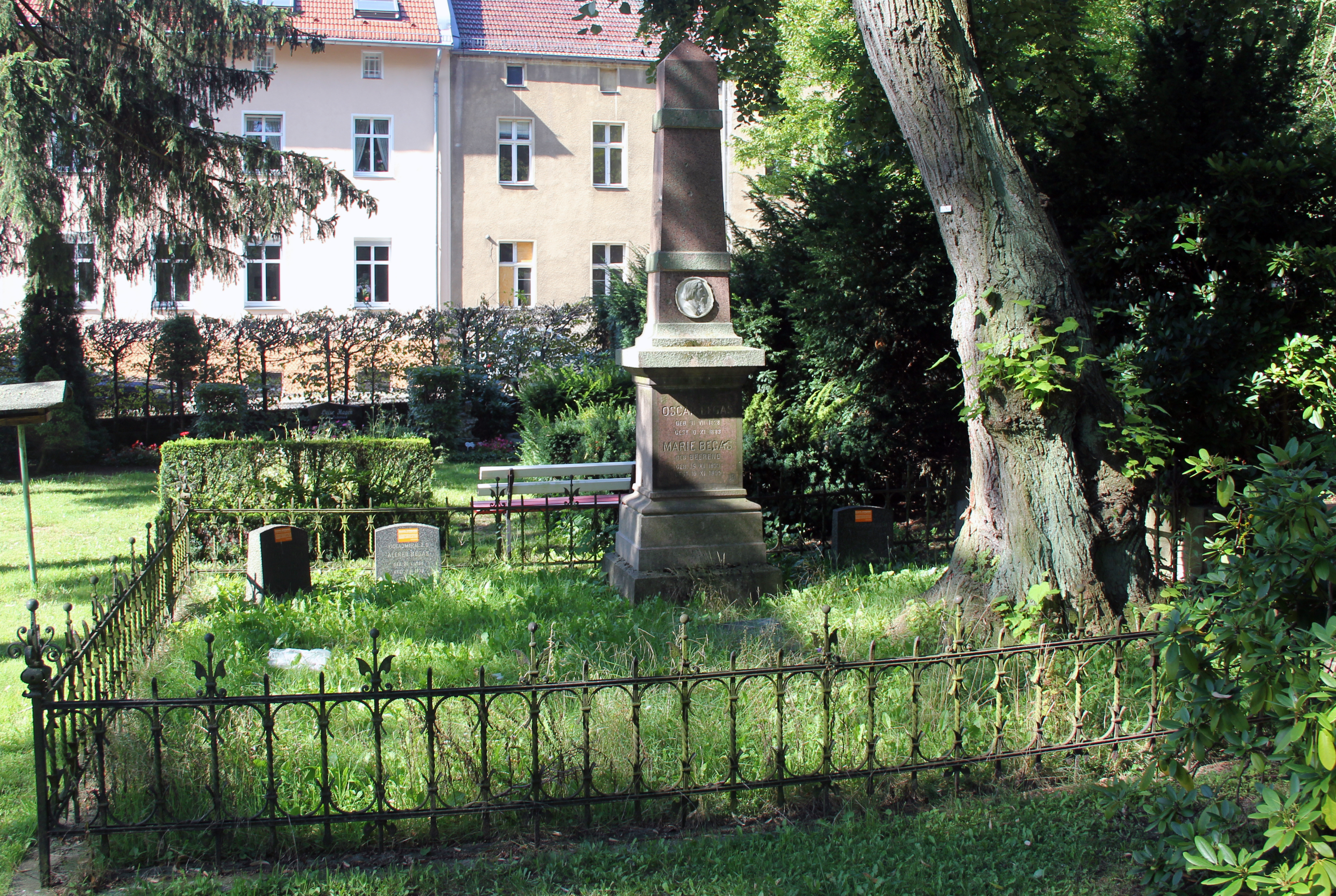
Grabstätte, Friedenstraße 8–10, in Berlin-Wannsee

Hiob Carl Oscar Begas, auch Oskar Begas (* 31. Juli 1828 in Berlin; † 10. November 1883 Berlin), war ein deutscher Porträt- und Historienmaler. Der älteste Sohn von Carl Joseph Begas gen. „der Ältere“ und Bruder von Reinhold Begas, Adalbert Begas sowie Carl Begas d. J. gelangte insbesondere in der höfischen und bürgerlichen Porträtmalerei zu hohem Ansehen und Anerkennung. Nach seinem Tod geriet er wie viele akademisch geprägte Künstler seiner Generation bald in Vergessenheit. Das Grab von Oscar Begas, seiner Frau Marie-Elise geb. Beerend und seiner Kinder befindet sich auf dem Alten Friedhof Wannsee.

## Werdegang
Oscar Begas widmete sich unter Anleitung seines Vaters schon als Kind der Malerei; aus dieser frühen Phase ab 1842 sind mehrere einfühlsame Porträts der engsten Familienmitglieder überliefert. Im väterlichen Atelier übte er sich im Kopieren und in Bildkomposition, arbeitete an Werken des Vaters mit und führte bereits im Alter von 13 Jahren erste Auftragsarbeiten für hohe Berliner Gesellschaftskreise aus. Später, an der Akademie der Künste, war er zunächst im Bereich der Historienmalerei tätig. Nach einjährigem Aufenthalt (1849/50) in Dresden, wo er Schüler von Eduard Bendemann war, kehrte Begas nach Berlin zurück und erhielt 1852 das Rom-Stipendium der Berliner Akademie. In Rom, wo er sich bis 1854 aufhielt, entstand neben Genrebildern wie Plauderstunde am Brunnen (1853, Staatliche Museen zu Berlin, Nationalgalerie) auch eine Kreuzabnahme für St. Michael (Berlin-Mitte), die eine Goldene Medaille errang.
Nach seiner Rückkehr nach Berlin und dem frühen Tod des Vaters im November 1854 wurde ihm die Fortführung der Reihe der Ritter der Friedensklasse für den Orden Pour le Mérite übertragen. Im Auftrag des Königs Friedrich Wilhelm IV. porträtierte er Persönlichkeiten wie Heinrich Friedrich Link, August Boeckh, Johannes von Müller und Johann Lukas Schönlein. Als Porträtist blieb er bis zu seinem Tod in hohen und höchsten Kreisen gefragt und war auf zahlreichen Ausstellungen im In- und Ausland vertreten. Er war Mitglied der Berliner Freimaurerloge Zum Pilgrim.

## Werke
In seinen Porträts traf Begas mit sicherer Hand das Charakteristische des jeweiligen Gegenübers. Bekannt sind das für die Antwerpener Akademie gemalte Bildnis des Malers Peter von Cornelius (1861, Antwerpen, Koninklijk Museum voor Schone Kunsten), die Porträts des Kronprinzen von Preußen, des Grafen Moltke (1868), des Baurats James Hobrecht sowie sein Selbstporträt von 1850 (Stiftung Stadtmuseum Berlin). Auch seine Auffassung des Weiblichen zeigt viel Einfühlungsvermögen, etwa beim Doppelbildnis seiner beiden erwachsenen Töchter Elisabeth und Susanne (1877, Stiftung Stadtmuseum Berlin). Im Porträtfach blieb Begas in den Konventionen seiner Zeit verhaftet; gegenüber dem Werk des Vaters pflegte er repräsentative, bisweilen monumental gesteigerte Bildnisformeln, die dem Geschmack des Großbürgertums der Gründerzeit entgegenkamen. Stärker noch als in den Auftragsporträts treten sein malerisches Können und seine Experimentierfreude in seinen stimmungsvollen, fein abgetönten Winter- und Herbstlandschaften mit Jägern und Wild und in den für den privaten Kreis entstandenen Bildnissen zutage. In einem Porträt des oberschlesischen Magnaten Hans Heinrich IX. von Hochberg-Pless von 1865 ließ sich dies verbinden, wo im Hintergrund das fürstliche Jagdschloss Promnitz zu sehen ist (Bestand des Schlossmuseums Pless).
Von Begas’ erfolgreichem Schaffen als Dekorationsmaler in Berlin blieb fast nichts erhalten. Seine Hauptwerke auf diesem Gebiet sind: vier Kompositionen aus dem Mythos von Amor und Psyche (1866, eine Szene des Zyklus ist in Privatbesitz erhalten), die Lünetten im Festsaal des neuen Berliner Rathauses (1869/70) und die Malereien im Festsaal der Einkaufspassage Kaisergalerie in der Prachtstraße Unter den Linden in Berlin. Von seinen zahlenmäßig selteneren Historienbildern fanden besonders Der Empfang der Salzburger Protestanten durch Friedrich Wilhelm I. in Potsdam (1862) und Friedrich der Große nach Beendigung des Siebenjährigen Krieges in der Schlosskapelle zu Charlottenburg (1863, Stiftung Preußische Schlösser und Gärten Berlin-Brandenburg) Anklang.
Weitere Gemälde (Auswahl):
- Kinderbildnis des Bruders Hellmuth, 1842 (Begas Haus, Museum für Kunst und Regionalgeschichte Heinsberg)
- Brustbild der Mutter vor bergiger Landschaft, 1842 (Begas Haus, Museum für Kunst und Regionalgeschichte Heinsberg)
- Bildnis Oskar von Arnim, 1848, Öl/Leinwand, früher Schloss Kröchlendorff, Uckermark
- Selbstbildnis, um 1850, 67,5 × 54 cm, Öl/Leinwand (Stiftung Stadtmuseum Berlin)
- Ansicht von St. Gangolf in Heinsberg, 1851, Öl/Karton (Begas Haus, Museum für Kunst und Regionalgeschichte Heinsberg)
- Bildnis eines jungen Mädchens, 1852 Öl/Leinwand 31,5 × 31,5 cm (2001 Auktionshaus Neumeister, München, Lot 271)
- Der Untergang Pompejis, 1852 (Berlin, Akademie der Künste, Kunstsammlung)
- Römische Wasserträgerin, 1853, Öl/Leinwand 61,5 × 48,5 cm (Lindenau-Museum Altenburg)
- Die Vertreibung aus dem Paradies, 1856, Öl/Leinwand 231 × 171 cm (Privatbesitz NRW)
- Ecce Mater Amabilis, 1856, 27,5 × 21,5 cm, Öl/Karton (Begas Haus, Museum für Kunst und Regionalgeschichte Heinsberg)
- Bildnis Marie-Elise Begas, 1857, 134,5 × 104 cm, Öl/Leinwand (Stiftung Stadtmuseum Berlin)
- Bildnis des Geheimrats Dr. Johann Lukas Schönlein, 1858, Öl/Leinwand, 119 × 98 (Stiftung Preußische Schlösser und Gärten Berlin-Brandenburg)
- Bildnis des Bildhauers Louis Sußmann-Hellborn, 1858 (Verbleib unbekannt)
- Farbenskizze der Hermannsschlacht im Teutoburger Wald, um 1859 (Stiftung Stadtmuseum Berlin)
- Mädchen am Blumenfenster, 1860, 64 × 48 cm, Öl/Leinwand (Sotheby’s München 1992, Lot 23)
- Der Empfang der Salzburger Protestanten durch Friedrich Wilhelm I. in Potsdam, 1862, Öl/Leinwand (Privatbesitz, z. Zt. als Leihgabe im Begas Haus, Museum für Kunst und Regionalgeschichte Heinsberg)
- Adelgunde v. Alvensleben, Öl/Leinwand
- Bildnis Julius Springer, 1867, Öl/Leinwand, 86 × 71 cm (Stiftung Stadtmuseum Berlin)
- Bildnis Kronprinz Friedrich Wilhelm von Preußen, 1867, Öl/Leinwand (The Royal Collection Trust / Her Majesty Queen Elizabeth II)
- Alexander von Pfuel als Jäger, 1870, Öl/Leinwand (Privatbesitz)
- Ellen Franz, spätere Helene Freifrau von Heldburg als Leonore in Torquato Tasso, 1870 (Schlossmuseum Sondershausen)
- Allegorie auf den Herbst / Abundantia, 1871 und 1873, je 119 × 152 cm, Öl/Leinwand, ehem. Supraporten der Einkaufspassage Kaisergalerie in der Friedrichstraße (2006 Kunsthaus Lempertz, Auktion 886, Lot 248)
- Bildnis des Sohnes Alfred Begas mit Geige, 1871, 56,5 × 43,5 cm, Öl/Leinwand (Stiftung Stadtmuseum Berlin)
- Bildnis Franziska Speyer, 1872, Öl/Leinwand 59,3 × 80 cm (Georg Speyer Haus, Frankfurt am Main)
- Bankier Adelbert Delbrück, 1872, 79 × 60 cm, Öl/Leinwand (Stiftung Stadtmuseum Berlin)
- Ortschaft im Gebirge, 1872, 19,5 × 29 cm, Aquarell/Karton
- Waldschnepfenjagd auf Rügen, 1872 (Berliner Akademieausstellung 1872)
- Bildnis Georg Speyer, 1873, Öl/Leinwand, 60 × 81 cm (Georg Speyer Haus, Frankfurt am Main)
- Ruhende Venus, 1875, 134 × 176 cm, Öl/Leinwand (Bundesamt für zentrale Dienste und offene Vermögensfragen, vormals Stiftung Stadtmuseum Berlin)
- Selbstbildnis, 1875, Öl/Leinwand, 75,5 × 60,3 cm (Berlin-Wannsee, Haus des Lutherischen Gemeinschaftsdienstes GmbH, vormalige Villa Kretzschmar)
- Bildnis Adolph Menzel, 1875, Öl/Leinwand, 72,8 × 55 cm (Museum Georg Schäfer, Schweinfurt)
- Auf der Treibjagd im Wald, 1876, Verbleib unbekannt
- Bildnis der Tochter Elisabeth Begas, Öl/Leinwand, 65 × 72 cm (Privatbesitz NRW)
- Die Töchter des Künstlers, Elisabeth und Susanne, 1877, 124,5 × 91 cm, Öl/Leinwand (Stiftung Stadtmuseum Berlin)
- Caritas (Mutterglück), 1877, Öl/Leinwand, 111 × 90,5 cm, Öl/Leinwand (Fischer Auktionen, 9. November 2000, Lot 1137)
- Urteil des Paris, 1878, Öl/Leinwand, 97 × 75 cm (Begas Haus, Museum für Kunst und Regionalgeschichte Heinsberg)
- Sommerlicher Garten in Wannsee mit blühender Bananenstaude, 1878, Öl/Leinwand, 71 × 64 cm (Galerie Mutter Fourage, Berlin-Wannsee)
- Porträt einer jungen Frau, 1878 65,5 × 51,5 cm, Öl/Leinwand
- Porträt des Generalleutnants Theophil von Podbielski (1814–1879), ca. 65 × 95 cm, Öl/Leinwand (Privatbesitz)
- Junge Römerin, 1882, Öl/Holz, 56 × 45 cm (Berlinische Galerie – Landesmuseum für Moderne Kunst, Fotografie und Architektur)
- Porträt Elisabeth Heegewaldt, postum gemalt, 1883, 70 × 60 cm, Öl/Leinwand (Begas Haus, Museum für Kunst und Regionalgeschichte Heinsberg)
- Marie-Elise Begas, geborene Beerend, die Ehefrau des Künstlers, 1883, 95 × 73 cm, Öl/Leinwand (Begas Haus, Museum für Kunst und Regionalgeschichte Heinsberg)